# Ilian Evtimov
Ilian Evtimov (in bulgaro Илиан Евтимов?; Sofia, 28 aprile 1983) è un ex cestista bulgaro naturalizzato francese.
Ala di 200 cm per 112 kg, ha giocato nella Liga ACB, nella Serie A e nella Basketball-Bundesliga. È figlio di Ilia e fratello di Vassil, entrambi cestisti.

## Carriera
Cresciuto nella North Carolina State University, con la quale ha preso parte al Campionato di pallacanestro NCAA Division I. In Europa è passato dall'Estudiantes Madrid, dal VidiVici Bologna e dal Deutsche Bank Skyliners Francoforte.

## Palmarès

### Squadra
- Campionato francese: 1

Élan Chalon: 2011-12
- Coppa di Francia: 2

Elan Chalon: 2010-2011, 2011-12
- Semaine des As: 1

Élan Chalon: 2012

### Individuale
- MVP Coppa di Francia: 1

Paris-Levallois: 2011-12